# Towarzystwo Wioślarskie w Nowym Sączu

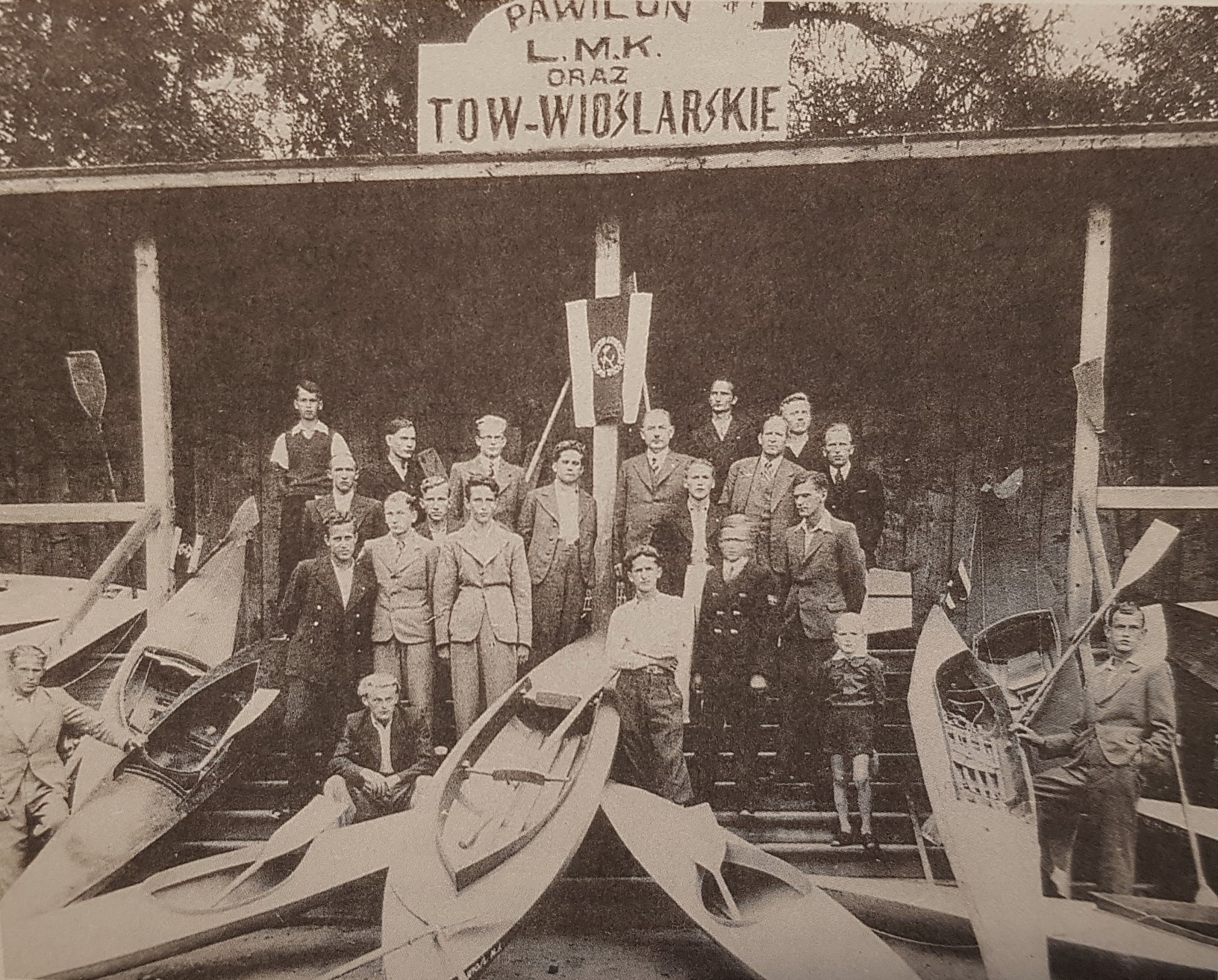
Zawodnicy TW Nowy Sącz z kajakami przed przystanią

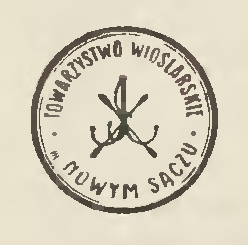
Pieczęć klubowa

Towarzystwo Wioślarskie w Nowym Sączu (zwane również: TW Nowy Sącz) – działający w latach 1912–1930 klub wioślarski, a potem dwusekcyjny, założony w Nowym Sączu w 1912 roku. Od roku 1919 członek PZTW.

## Historia

### Okres przed I wojną światową
Położenie Nowego Sącza nad górską rzeką, jaką jest Dunajec, z całą pewnością nie sprzyjało powstaniu klubu wioślarskiego. Mieszkańcom nie przeszkodziło to jednak utworzyć w dniu 27 lipca 1912 roku Towarzystwa Wioślarskiego w Nowym Sączu. Inicjatorem był Walerian Żaroffe.
Pierwszym prezesem był Żeroffe, a wiceprezesem Tomasz Gołąb. Już w lipcu 1912 roku klub zrzeszał 96 członków. Przejażdżki łodziami odbywały się na stawach, które znajdowały się w pobliżu siedziby klubu, przy obecnej ulicy Kościuszki w Nowym Sączu. Towarzystwo organizowało festyny rekreacyjne, a w 1913 zorganizował pierwsze w Nowym Sączu zawody wioślarskie.

### Okres dwudziestolecia międzywojennego
W okresie międzywojennym Towarzystwo kontynuowało działalność wioślarską, ale organizowanie też życie towarzyskie lokalnej społeczności. Na przystani nad Dunajcem odbywały się regularnie zabawy i tańce. 
Prezesem w latach 20. był w dalszym ciągu Walerian Żaroffe. TW Nowy Sącz szkolił młodzież szkolną miejscowych gimnazjów w zakresie pływania i wiosłowania. Mimo niesprzyjających warunków, brał kilkakrotny udział w regatach krakowskich (m.in. w roku 1923). 
Klub zaprzestał działalności w roku 1930.

## Wioślarska rywalizacja sportowa
Rywalizacja sportowa nie była w działalności Towarzystwa priorytetem – klub głównie ograniczał się do wycieczek wioślarskich i rekreacji. Co prawda, członkowie TW Nowy Sącz organizowali w swoim rodzinnym mieście zawody, a także uczestniczyli sporadycznie w zawodach krakowskich, w rywalizacji krajowej jednak nie brali udziału. Klub nieobecny jest w tabelach punktacyjnych Polskiego Związku Towarzystw Wioślarskich za lata 1925-1939.

## Sekcja kajakowa
Sekcja kajakarska powstała w TW Nowy Sącz na początku lat 20. W związku ze specyfiką Dunajca, specjalizowała się w kajakarstwie górskim.